# Шолудивник болотний
{{#ifeq:0|0|{{#if:|{{#if:Pedicularispalustris|[[]}}|}}}}
Шолудивник болотяний, шолудивник болотний (Pedicularis palustris) — однорічна напівпаразитна рослина родини вовчкових.

## Будова

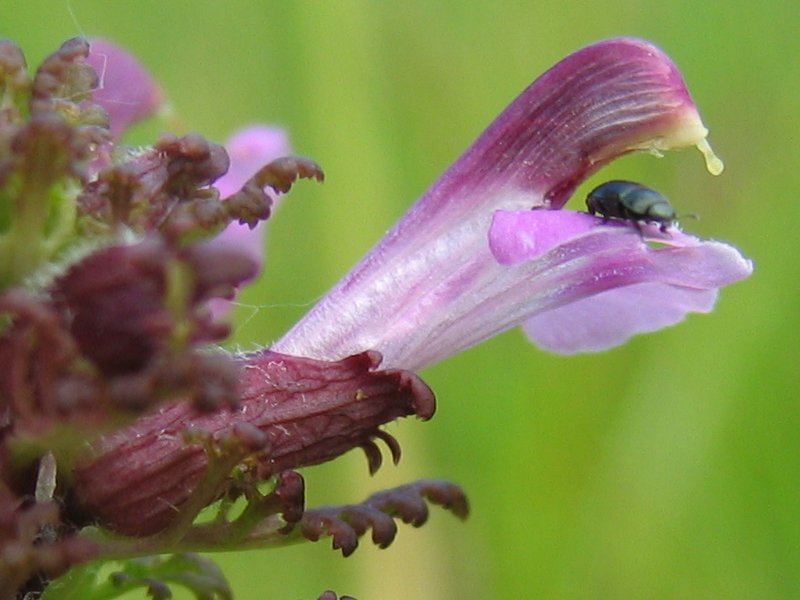
Квітка шолудивника болотного

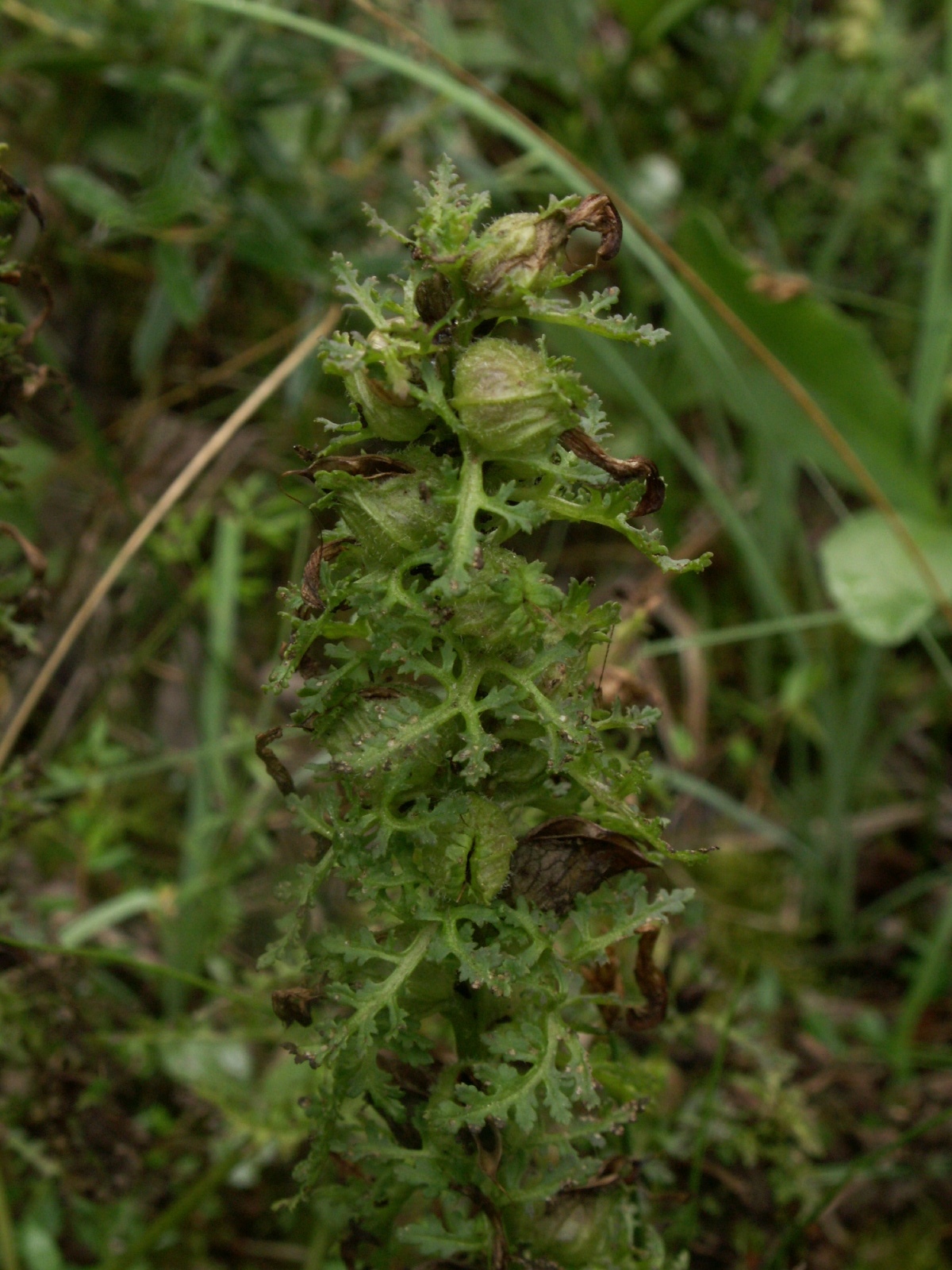
Плоди шолудивника болотного

Стебло прямостояче, 15-60 см заввишки, найчастіше при основі розгалужене, голе (волохаті лише основа стебла і чашечка), нерідко червонувате, вкрите листками. Прикореневі листки в розетці, дуже зменшені, довгасті, цілі. Стеблові листки чергові, рідше майже супротивні, ланцетоподібні, перисто-розсічені на дрібні сегменти з білими потовщеними хрящоподібними кінчиками. Квітки двостатеві, неправильні, на коротких ніжках по одній у пазухах верхніх стеблових листків; найверхніші квітки колосоподібно скупчені, з дрібними листоподібними приквітками. Чашечка широко-трубчаста, волосиста, дволопатева, коротша за трубочку віночка, гола або з довгими кучерявими волосками. Віночок 20-22 мм завдовжки, брудно-рожевий або рожевий, двогубий; верхня губа дволопатева, майже пряма, лише на верхівці зігнута, з дуже коротким широким носиком, який несе з обох боків по зубцю, нижче, майже всередині губи, є ще по одному зубцю з кожного боку, нижня — трилопатева, однакової довжини з верхньою, по краю війчаста. Плід — коробочка. Цвіте з червня до серпня.

## Поширення
Шолудивник болотний росте на вологих луках, болотах і торфовищах на Поліссі і в Лісостепу.

## Заготівля і зберігання
Для виготовлення ліків використовують сушену траву шолудивника, яку заготовляють в період цвітіння рослини.

## Хімічний склад
Трава шолудивника містить глікозид аукубін (ринантин), і невелику кількість алкалоїдів (до 0,01 %).

## Фармакологічні властивості і використання
Експериментальними спостереженнями встановлено, що настій трави шолудивника є ефективним матковим засобом, який подібно до ріжків (але в 4—5 раз слабіше) посилює скорочення і підвищує тонус матки, сприяє зупинці післяпологових кровотеч. Крім того, рослина виявляє сечогінну і протизапальну дію. У народній медицині шолудивник використовують як кровоспинний (при маткових кровотечах), сечогінний, інсектицидний (проти вошей) і ранозагоювальний засіб та при себореї голови.

## Лікарські форми і застосування

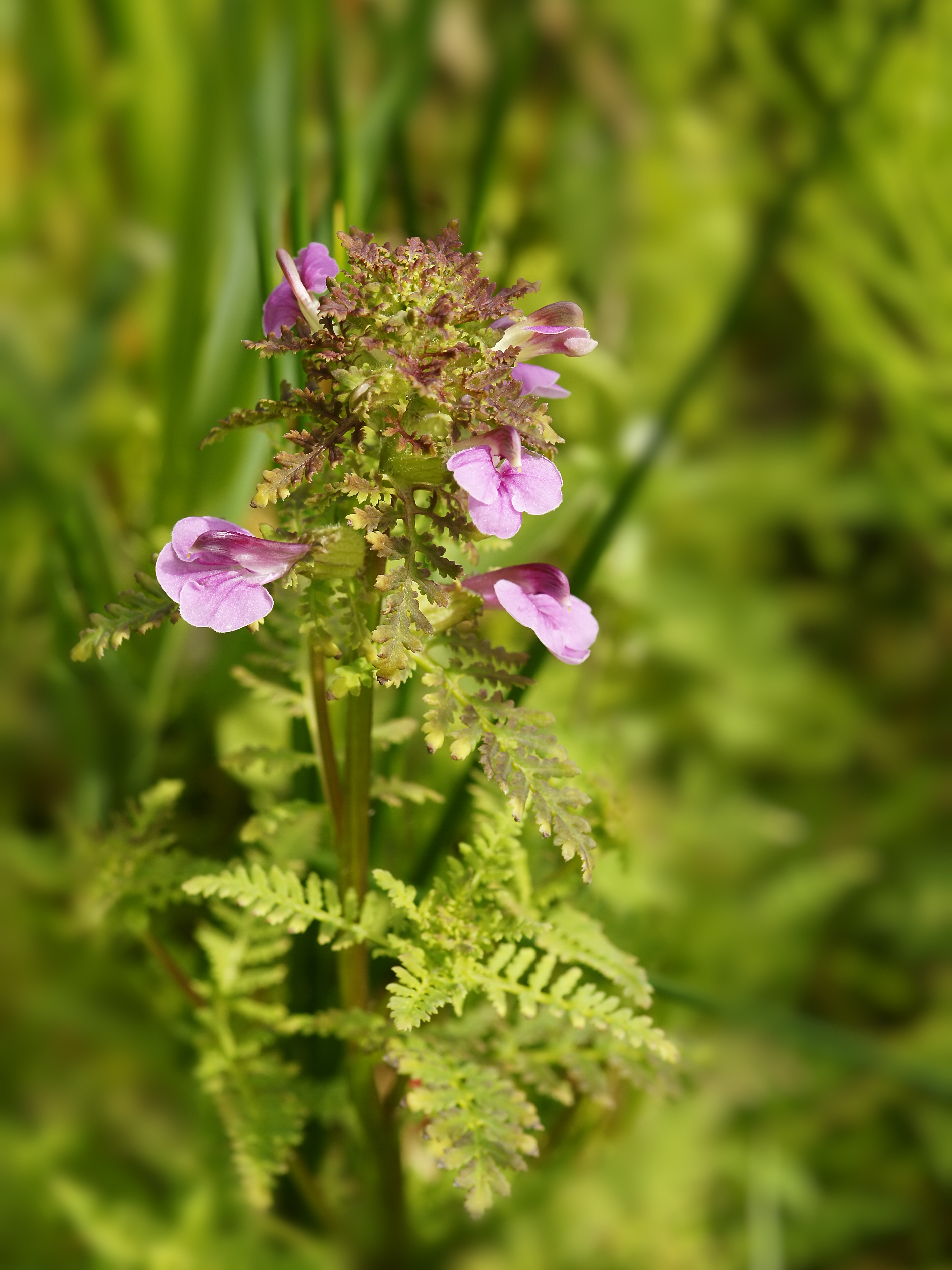

- Внутрішньо — настій трави (10 г, або 2 чайні ложки сировини на 200 мл окропу) по 4—10 крапель 3 рази на день.
- Зовнішньо — настій трави (5 столових ложок сировини на 1 л окропу) для миття голови при себореї та вошивості.

Шолудивник болотний належить до отруйних рослин і користуватися ним треба обережно, не перевищуючи допустимих доз.